# Особняк Чорнобильського
Особняк Чорнобильського — будинок у стилі модерн у місті Суми, вул. Перекопська, 15.

## Історія
Будинок збудований у 1910–1911 рр. у стилі моден підприємцем Львом Чорнобильським.
Біля маєтку розташований сад із фонтаном та ландшафтними скульптурами. Від оригінальної садиби збереглися лише цегляні в'їзд, ковані ворота, ґрати огорожі з елементами античних мотивів.
З 1930-х рр. у будівлі працював Сумський обласний протитуберкульозний диспансер.